# 高橋白山
高橋 白山（たかはし はくざん、天保7年12月（1837年） - 明治37年（1904年）3月10日）は幕末の漢学者。明治時代の教育者。諱は利貞。字は子和。通称は敬十郎。信州教育の開拓者と呼ばれる。

## 生涯
信濃国伊那郡高遠城下に高遠藩儒の高橋利常（確斎）の長男として生まれる。藩校進徳館で中村元起に学び、16歳で助教、文久3年（1863年）には師範代となり藩主の侍講も兼帯した。好学にして博識、在任の13年間で進徳館の蔵書3万冊をほとんど読みつくしたという。文政年間に江戸に出て藤森天山に入門、鷲津毅堂、大沼枕山らと交流した。
明治維新の際には白山の思想は危険視され、長尾無墨と共に藩を追放される。その後、幕府領の手良村野口（現伊那市）で開塾し、医者も兼ねた。
明治3年（1970年）、小野村（現辰野町）に招かれ実相庵「時習館」初代館長となり、洗馬村（現塩尻市）の塾主も務めた後、明治4年（1871年）千国街道成相新田宿（現安曇野市）に藤森桂谷が開いた「実践社」の塾頭に招かれ、同6年（1873年）矢原村（現安曇野市）の「研成学校」の初代校長となる。一方、筑摩県権令・永山盛輝に認められ、筑摩県師範講習所の講師を兼任した。東京師範学校に派遣された後、『上下小学授業法細記』『小学授業必携』などを著した。また権参事渡辺千秋による県内巡察に同行、各郡に学校を設立し、教育振興に努めた。当時の文部省が各県の学校成績を調べたところ、筑摩県が1位だった。これは権令だけでなく白山の助力もあってのことと言われる。
明治10年（1877年）永山の異動に伴い新潟県に移り、新潟師範学校教授や村上小学校初代校長を務めたが、同12年（1879年）父の病気により伊那谷に帰郷。同14年（1881年）父の死後、西高遠、上伊那郡松島、北佐久郡小諸の小学校長を歴任した後、同19年（1886年）から長野師範学校教授となり、論語と漢文を教えた。同32年（1899年）に退官、東京の息子・高橋作衛のもとに移住した。
平素は謹厳だったが、酒を好み、酔うと些事にこだわらず、時勢を論じて子弟を励ました。その子弟は数千人に及ぶとされる。詩文も好み、その著作もある。62歳の時、長野市城山に頌徳碑が建立された。
明治37年（1904年）69歳で没。辞世の詩として「清風繞高枕、穏臥夢猶閑、名刻信山石、神遊天地間」を残す。大正7年（1918年）従五位を追贈された。長男の高橋作衛は法学博士で国際法の権威となり、のちに貴族院議員となった。

## 著作
- 『上下小学授業法細記』
- 『小学授業必携』（1875年）
- 『小学作文熟字鈔』（1876年）
- 『上等小学作文軌範』（1877年）
- 『白山楼詩文鈔』
- 『白山文集』
- 『白山詩集』
- 『清征詩史』
- 「登浅間岳記」「登白崩岳記」「登御岳記」「神代桜記」（『信濃名勝詞林』1901年）